# (432971) Loving
(432971) Loving est un astéroïde de la ceinture principale.

## Description
(432971) Loving est un astéroïde de la ceinture principale. Il fut découvert le 11 février 2010 aux États-Unis par le programme WISE. Il présente une orbite caractérisée par un demi-grand axe de 2,59 UA, une excentricité de 0,12 et une inclinaison de 12,6° par rapport à l'écliptique.

## Compléments